# Juliana Steinbach
Juliana Steinbach (João Pessoa, 2 agosto 1979) è una pianista brasiliana naturalizzata francese.

## Biografia
Nata a João Pessoa, capitale dello Stato del Paraíba, in Brasile, Juliana Steinbach inizia gli studi di pianoforte all'età di sei anni, quando entra al Conservatorio di Lione (CNR). A 17 anni viene ammessa al Conservatorio di Parigi nelle classi di Bruno Rigutto, Pierre-Laurent Aimard e Jacques Rouvier; per il brillante risultato nel passaggio al corso superiore di studi, riceve il Premio della Fondazione Alfred Reinhold, un pianoforte a coda Blüthner.
Successivamente, è allieva di Franco Scala, presso l'Accademia Pianistica Internazionale “Incontri col Maestro” di Imola, di Maria João Pires, a Belgais, in Portogallo, e di Pnina Salzman a Tel Aviv.
Nel 2007 ottiene il “Graduate Diploma” presso la Juilliard School di New York, in seguito a un ciclo di perfezionamento con il pianista Joseph Kalichstein e i membri del Juilliard String Quartet.
Sin da giovanissima, intraprende la carriera concertistica, vincendo numerosi concorsi: il Concorso Pianistico Internazionale di Meknes (Marocco, 1996), il “Rencontres Internationales” di Tel-Hai (Israele, 2000 e 2001) e il Concorso Internazionale Artlivre a San Paolo (Brasile, 2001).
Appassionata di musica da camera, nel 2002 riceve il Primo premio del prestigioso Premio Vittorio Gui a Firenze e nel 2005 consegue il Premio Beethoven del Concorso Internazionale di musica da camera “Trio di Trieste” in duo con la violoncellista Guillaume Martigné.
Dal 2011 è membro del Trio Talweg, a fianco del violinista Sébastien Surel e del violoncellista Éric-Maria Couturier.
Nel 2005 fonda il Festival Musique en Brionnais, festival di pianoforte e musica da camera nella Borgogna meridionale, di cui è direttrice artistica e nel 2014 dà vita a un festival analogo in Romania: il Transylvania Chamber Music Festival, di cui è anche direttrice artistica.

## Discografia
- Tableaux, Paraty/Intégral, 2010. Debussy, Estampes, L'isola gioiosa e Musorgskij, Quadri di un'esposizione
- Hommage à Debussy, Genuin, 2012. Debussy, Pour le Piano, Suite Bergamasque, Images I & II3
- Brahms. The Piano trios, Pavane Records, 2014. Trio Talweg. Integrale dei Trii per piano violino e violoncello di Brahms.